# 네바다주의 기

네바다 주의 기

네바다의 기는 네바다주의 깃발이다. 파란 바탕에 네바다 주의 상징인 은색 별과 'BATTLE BORN'과 주의 명칭인 'NEVADA'이라는 문구가 새겨져있다.

## 과거의 기

1905~1915년
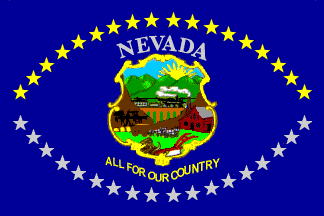
1915~1929년
1929~1991년